# Aloe cephalophora
Aloe cephalophora é uma espécie de liliopsida do gênero Aloe, pertencente à família Asphodelaceae.